# De Gloed
De Gloed (The Tommyknockers) is een sciencefictionroman van Stephen King uit 1987. Het verhaal gaat over een ruimteschip dat een straling uitzendt die mensen in de omgeving langzaam in ruimtewezens verandert. De ruimtewezens worden doorlopend de Tommyknockers genoemd, een term uit een oud Amerikaans rijmpje. De Gloed werd in 1993 verfilmd als miniserie The Tommyknockers, naar de originele Engelse naam van het boek.

## Plot
De achtendertigjarige schrijfster Roberta 'Bobbi' Anderson is met haar oude hond, Peter, op haar landgoed op zoek naar brandhout als ze ergens over struikelt. Bobbi kan niet vaststellen waar ze over gestruikeld is en besluit het voorwerp verder uit te graven. Al snel komt ze tot de ontdekking dat het voorwerp enorm moet zijn. Maar ze kan niet stoppen met uitgraven. Het voorwerp heeft namelijk een vreemde invloed op haar, en ook op haar hond. Deze begint namelijk te verjongen, maar begint zich ook anders te gedragen. Naarmate Bobbi het voorwerp – dat een ruimteschip blijkt te zijn – verder uitgraaft, neemt de invloed ervan toe. Bobbi komt tot de ontdekking dat ze telepathische gaven begint te krijgen. Hierdoor kan ze gedachten lezen en uitzenden.
Bobbi gebruikt haar toenemende gave om haar oude vriend, dichter Jim Gardener op te roepen. Die is door een akkefietje op de vlucht voor de politie en van plan om zelfmoord te plegen. Hij ontvangt Bobbi's signaal echter en gaat naar Haven, waar Bobbi woont in een afgelegen boerderij. Bobbi is ernstig vermagerd en in een slechte toestand. Gardener besluit haar te helpen. Hij ontdekt dat Bobbi in haar huis en bij andere gebruiksvoorwerpen ingenieuze, zeer technische veranderingen heeft aangebracht hoewel ze niet echt een technicus is. Hiervoor gebruikt ze telkens een aparte manier om energie te verkrijgen, waarbij ze veel batterijen gebruikt. Ook heeft ze een aparte uitvinding gedaan: een schrijfmachine die haar gedachten opvangt. Ook blijkt Peter verdwenen: volgens Bobbi is hij van ouderdom gestorven. Als Gardener om uitleg vraagt brengt Bobbi hem naar het deels uitgegraven ruimteschip. Ze weet Gardener te overtuigen mee te werken met de uitgraving van het schip. Gardener beseft nog niet wat voor immense krachten het schip bezit. Gardener heeft een ijzeren plaat in zijn hoofd gekregen na een skiongeluk. Deze plaat beschermt hem tegen de krachten van het schip en zorgt er bovendien voor dat Bobbi, ondanks haar vermogens, zijn gedachten nauwelijks kan lezen.
In de rest van Haven voltrekken zich de eerste veranderingen. Onder invloed van het schip begint een schilderij van Jezus Christus tegen de vrome Rebecca Paulson te praten. Rebecca komt hierdoor onder andere te weten dat haar man Joe vreemdgaat. Jezus laat haar ook bepaalde apparaten verbeteren en uitvindingen doen. Hierbij komen weer de batterijen van pas. Rebecca monteert, in opdracht van Jezus, een vreemd apparaatje achter de televisie. Wanneer Joe de tv aan wil zetten wordt hij geëlektrocuteerd door het apparaatje. Rebecca krijgt berouw en probeert haar man te redden, waardoor ze zelf ook wordt geëlektrocuteerd. Daarop vliegt het huis van de Paulsons in brand.
De tienjarige Hillman 'Hilly' Brown wil graag goochelaar worden. Hij krijgt een goocheldoos van zijn ouders voor zijn verjaardag. Hilly houdt er een show mee die redelijk verloopt, maar voor hem niet goed genoeg. Door de invloed van het ruimteschip krijgt hij ideeën voor een vernuftig apparaat waarmee hij voorwerpen en zelfs organismen kan laten verdwijnen, en weer tevoorschijn kan laten komen. Hij voert het idee uit (met het batterijensysteem) en houdt nog een goochelshow. Hilly wordt echter niet serieus genomen met zijn verdwijntrucs en besluit om de echtheid ervan te bewijzen door zijn vierjarige broertje David te laten verdwijnen. Dit lukt. Maar als Hilly David terug wil halen lukt dit niet. David Brown wordt hierop niet teruggevonden en als vermist opgegeven. Hilly's opa, Ev Hillman, neemt hem mee naar Derry, omdat hij voelt dat Haven onveilig is.
De vrouwelijke gemeentelijke agente Ruth McCausland is gerespecteerd in heel Haven. Ruth merkt echter veranderingen op in Haven. De tanden van andere bewoners beginnen uit te vallen en ze beginnen zich vreemd te gedragen. Ruth merkt ook op dat zij ook verandert, maar Ruth pleegt er enigszins verzet tegen. Hierdoor willen de overige bewoners haar kwijt. Ze adviseren Ruth, met telepathie, Haven te verlaten, voor het te laat is. Ruth blijft zich ook hiertegen zo lang mogelijk verzetten. Ze beseft te laat dat Haven gevaarlijk geworden is en wil de stad ontvluchten. Maar dan blijkt dat ze Haven niet meer kan verlaten. Als ze de gemeentegrens nadert wordt ze namelijk door een onzichtbare kracht teruggedreven. Als ze terugkeert in Haven beginnen Ruths poppen, (ze verzamelt enthousiast poppen) tegen haar te praten. Ze adviseren haar zelfmoord te plegen en tegelijkertijd een signaal aan de buitenwereld af te geven. Ruth bouwt haar poppen om tot tijdbommen en plaatst deze in de toren van het gemeentehuis. Zelf blijft ze ook in de toren en wordt ermee opgeblazen. De enige niet beïnvloede toeschouwer van de ontploffing is Gardener. Hoewel hij dronken is, begrijpt hij het signaal.
De inwoners van Haven zij zover veranderd dat ze het ruimteschip en het geheim ervan koste wat het kost willen beschermen. Ook hebben ze allerlei apparaten uitgevonden, die door krachten van het schip energie krijgen. Al deze apparaten stralen een groene gloed uit. Ze ontwerpen een levensechte diaprojectie van een onbeschadigde kerktoren en sluiten de toegang tot de toren af wegens werkzaamheden. Ze vertellen aan mensen van buiten dat de explosie een ketelexplosie was die niets beschadigde en alleen Ruth doodde. Twee agenten die onderzoek doen naar de zaak worden met een ingenieus apparaat overgeheveld naar het niets door een inwoner van Haven. De Havenaars maken het verhaal op dat de agenten gedood werden door stropers.
Ev Hillman, die in Derry is, beseft dat er iets grondig mis is in Haven en dat hij daar misschien zijn verdwenen kleinzoon kan vinden. Hij besluit naar Haven te gaan en krijgt hulp van agent Anthony 'Butch/Monster' Dugan bij zijn missie. Tijdens de begrafenis van Ruth gaan de twee naar Haven. Ev heeft een ijzeren plaat in zijn hoofd, overgehouden aan zijn diensttijd in de Tweede Wereldoorlog. Dugan wordt beschermd tegen de giftige straling van het schip door een zuurstofmasker dat Ev voor de zekerheid aanschafte. Ev en Butch ontdekken het deels uitgegraven schip en willen er foto's van maken. De Havenaars vingen echter de gedachten van Butch Dugan op en zijn daardoor gewaarschuwd. Ze weten Ev en Butch gevangen te nemen. Hierbij raakt Bobbi Anderson ernstig verwond. Butch moet Ev achterlaten en wordt naar de schuur op Bobbi's erf gebracht. Daar komt een groene gloed uit. Butch wordt er binnen gebracht en daarna weer vrijgelaten. Bobbi wordt er ook binnengebracht om van haar dodelijke verwondingen te herstellen. Butch wordt met geheugenverlies wakker in zijn slaapkamer. Hij pleegt vrijwel meteen zelfmoord, na een zelfmoordbrief geschreven te hebben waarin hij zijn daad toeschrijft aan het verlies van zijn geliefde, Ruth McCausland.
Gardener is nu eigenlijk de gevangene geworden van de Havenaars. Tijdens Bobbi's afwezigheid wordt hij steeds in de gaten gehouden bij het uitgraven van het ruimteschip. Dit gaat inmiddels zo diep dat er apparaten nodig zijn om af te dalen, te graven en grondwater weg te pompen. Gardener heeft inmiddels het een en ander over de schuur ontdekt. Bobbi ging er eerst met een paar ander Havenaars naar binnen. Bobbi en deze anderen vormen een elite onder de andere Havenaars: Het Schuurvolk. Uiteindelijk komt Bobbi terug en begint weer met Gardener te graven. Al snel wordt ook het luik in het ruimteschip uitgegraven. Nu kan het schip ook betreden worden, maar hiermee wordt gewacht.
Bobbi's tirannieke zus, Anne, komt naar Haven om Bobbi te bezoeken. Anne komt er ernstig verzwakt aan en wordt gevangengenomen door een ver getransformeerde Bobbi Anderson. Als Bobbi weg is gaat Gardener de schuur binnen. Daar ontdekt hij een soort robots die een reserveleger voor Haven vormen. Ook ontdekt hij Peter, Ev Hillman en Anne Anderson. Alle drie leven nog maar worden er gevangen gehouden in een douchecabine met groene vloeistof. Er wordt energie van hen afgetapt voor onder andere de transformator, een enorm apparaat. Ev vraagt Gardener later terug te keren en met de transformator David Brown terug te halen. Gardener belooft dit, neemt een pistool uit de schuur mee en gaat weg. Kort daarop betreden Gardener en Bobbi het ruimteschip. Gardener vindt daar lijken van de ruimtewezens en constateert dat de Havenaars veel op hen lijken.
John Leandro, een jonge journalist, brengt de vreemde gebeurtenissen in Haven met elkaar in verband en besluit een kijkje te gaan nemen. Het ruimteschip heeft inmiddels de atmosfeer van Haven dodelijk vergiftigd. Als Leandro beseft dat de lucht in Haven hem ziek maakt koopt hij een zuurstofmasker. Hij kan Haven nu wel binnengaan. De gemeentegrens van Haven wordt echter bewaakt door omgebouwde apparaten van de Havenaars. Leandro wordt aangevallen en gedood door een vliegende, telepathisch bestuurde frisdrankautomaat.
Gardener is nu niet meer nodig en Bobbi besluit zich van hem te ontdoen. Gardener is een last doordat het schip geen invloed op hem heeft. Onder bedreiging moet Gardener een overdosis kalmerende pillen slikken, anders wordt hij met een vreemd pistool naar het niets geschoten, waar David Brown en de verdwenen agenten ook zijn. Gardener weet Bobbi echter te overmeesteren en schiet haar dood met het pistool. Daarna gaat hij naar de schuur. Door hun telepathische vermogens weten de Havenaars al snel dat Gardener Bobbi vermoord heeft. Daarom gaan ze naar haar boerderij om Gardener te doden, voor hij bij het ruimteschip komt.
Met behulp van de transformator doet Gardener een poging David Brown terug te halen en hem in het ziekenhuis in Derry te laten belanden. Gardener weet niet of dit lukt. Als enkele Havenaars de boerderij naderen gebruikt Gardener een uitvinding tegen hen: een droogrek dat, bestuurd door de transformator, vuur kan schieten. Door deze uitvinding ontstaat er een brand die zich snel uitbreidt. Gardener steekt de schuur in brand om Ev, Anne en Peter uit hun lijden te verlossen. Ev, Anne en Peter komen om in de brand. Wanneer de andere Havenaars aankomen beginnen ze Gardener te achtervolgen. Gardener is echter bewapend. Ook kunnen de Havenaars hem niet goed achtervolgen door de steeds groter wordende brand. Gardener bereikt het ruimteschip maar wordt aangevallen door grensbewakers: vliegende rookmelders en moordlustige stofzuigers. Hij weet de apparaten, wonderbaarlijk genoeg, uit te schakelen en klimt met een touw naar het luik van het ruimteschip. Hij gaat het schip binnen. Het ruimteschip wordt geactiveerd en onttrekt zijn energie aan de nabije Havenaars, die hierdoor sterven. Het ruimteschip stijgt snel op met Gardener erin en komt buiten de atmosfeer van de aarde. Gardener sterft hierdoor.
Op de brand komen brandweer, politie en pers af. Velen van hen worden slachtoffer van Havens vergiftigde atmosfeer of van grensbewakers. De geheime politie weet Haven, nadat het ruimteschip is opgestegen, te bezetten. Hierna plegen veel Havenaars zelfmoord. De overgebleven, ernstig getransformeerde Havenaars worden gevangengenomen en aan uitgebreide onderzoeken onderworpen. Allemaal sterven deze Havenaars aan slechte leefomstandigheden, waardoor er geen Tommyknockers meer overblijven.
Op het laatst blijkt dat de teleportatie van David Brown geslaagd is. Hij is teruggeplaatst naar de wereld en is samen met zijn broer, Hilly, in het ziekenhuis van Derry.

## Belangrijke locaties

### Haven
Een klein, fictief stadje in Maine, dat tussen de grotere steden: Bangor en Derry in ligt. Het stadje heeft vier namen gehad, alvorens het Haven gedoopt werd. Haven heeft zijn naam te danken aan een charlatan die werkzaam was als predikant in het stadje. De charlatan was erg populair en noemde het stadje een 'haven', vandaar de naam.
Haven is de plek die onder invloed raakt van het ruimteschip. Hierdoor wordt in Haven een nieuwe generatie 'Tommyknockers' gekweekt, wat inhoudt dat de mensen langzaam het uiterlijk en karakter van de ruimtewezens aan beginnen te nemen en dus telepaten worden. Aangezien Haven klein is en niet echt bekend, worden deze veranderingen pas heel laat opgemerkt door de buitenwereld. Haven krijgt door het ruimteschip een voor buitenstaanders giftige atmosfeer, waardoor het moeilijk wordt om de stad te betreden. De Havenaars maken op een gegeven moment zelfs apparaten om hun stad te bewaken. Ze maken plannen om 'de wording', zoals de transformatie wordt genoemd, uit te breiden naar andere steden. Dit lukt echter niet, omdat Haven tijdig wordt bezet door het leger en het ruimteschip op tijd verdwijnt.

### Bobbi's landgoed
Het landgoed van Roberta 'Bobbi' Anderson, dat ze geërfd heeft van haar oom. Doordat het ruimteschip van de Tommyknockers hier ligt ontpopt het zich tot het centrum van Haven. Bobbi woont hier, afgelegen van de rest van Haven. Hier vinden ook de eerste veranderingen plaats, aangezien het ruimteschip hier erg dichtbij is. Deze plek is ook het gevaarlijkst van heel Haven, aangezien de giftige straling van het schip hier volop aanwezig is.

### Het Ruimteschip
Het eeuwenoude ruimteschip van de Tommyknockers. Destijds is het schip neergestort ,omdat de Tommyknockers onderling ruzie kregen, en volledig ingegraven in de aarde op de plek van Bobbi's landgoed. Aanvankelijk steekt het schip maar enkele centimeters uit de aarde, maar het wordt door Bobbi, Gardener, en later ook door de andere Havenaars uitgegraven. Als het luik uitgegraven wordt, gaan Gardener en Bobbi het schip binnen. Hiervoor is een zuurstofmasker noodzakelijk, aangezien de eeuwenoude lucht giftig is. Doordat het schip schuin ingegraven ligt, is de ruimte in het schip erg onregelmatig. Het schip wordt opnieuw geactiveerd als het betreden wordt. Als Gardener het schip, alleen, betreedt stijgt het op en vliegt het de ruimte in, waarvoor het energie opneemt uit een fors aantal Havenaars die hierdoor sterven.

### Altair 4
De naam die de Havenaars hebben gegeven aan de planeet van de Tommyknockers (dit is overigens ook een verzonnen naam). Mensen, andere organismen en voorwerpen kunnen door ingewikkelde techniek naar deze planeet overgeheveld worden. Op de planeet is het mogelijk om voor een bepaalde tijd te overleven (aangezien David Brown zijn verblijf op Altair 4 overleeft). Verblijf op Altair 4 is echter wel pijnlijk. Zodra de Havenaars de techniek aanleren waarmee deze overheveling mogelijk is, wordt deze misbruikt om lastige mensen naar Altair 4 over te hevelen. De naam, Altair 4, is afkomstig uit een sciencefictionfilm. Uit een beschrijving in het boek blijkt dat Altair 4 veel overeenkomsten vertoont met de maan.

### Bobbi's Schuur
De schuur op Bobbi's landgoed. Als de invloed van het ruimteschip sterk is, zetten de Havenaars hier een apparaat neer: de transformator, waarmee allerlei handelingen uitgevoerd kunnen worden (o.a. het overhevelen van mensen van de aarde naar Altair 4, en andersom). De transformator is dus eigenlijk een superieure computer. Hier bevinden zich ook de energiebronnen van de transformator. Dit zijn organismen. Eerst is dit alleen Peter, dan Ev Hillman en dan Anne Anderson (Bobbi's zus). De slachtoffers worden in douchecabines, vol met groene vloeistof, opgeborgen, omringd door kabels. Op deze manier wordt energie van hen afgetapt. Hier worden ook enkele robots van de Havenaars opgeborgen. Slechts een handjevol Havenaars mag de schuur betreden. Deze elite wordt het schuurvolk genoemd en heeft een speciale macht over de andere Havenaars. De schuur is vervult van een groene gloed. Deze gloed heeft een helende werking voor Havenaars. Voor buitenstaanders heeft het juist een negatieve werking (Butch Dugan pleegt kort na zijn verblijf in de schuur zelfmoord). Het betreden van de schuur als Havenaar betekent inlijving bij het schuurvolk. Gardener is de eerste en enige buitenstaander die het geheim in de schuur ontdekt.